# Qadawes
Els qadawes són els membres d'un grup humà del Txad. Viuen a l'est del llac Txad, a la regió de Kanem. Segons l'explorador Nachtigal els qadawas es van conformar amb la fusió de membres dels grups ètnics dels davirs i dels dazes. Bàsicament viuen del sector primari: l'agricultura i la ramaderia. Tenen ramaderia cavallar, bovina, ovina i caprina.